# Медведевы
Медве́девы — дворянский род.
Козма и сын его Василий Медведевы, имея чины, первый — Надворного Советника, а последний — Обер-Провиантмейстера, 25.04.1796 пожалованы на дворянское достоинство Дипломом, с коего копия хранится в Герольдии.

## Описание герба
Щит разделён горизонтально на две части голубою полосою, на коей изображены три медвежьи Лапы. В
верхней в золотом поле два чёрных Орлиных крыла; в нижней части в серебряном поле два стремящиеся к
середине щита огненные Луча.
Щит увенчан дворянскими шлемом и короной. Нашлемник: три страусовых пера. Намёт на щите золотой, подложенный голубым и красным. Герб Медведевых внесён в Часть 1 Общего гербовника дворянских родов Всероссийской империи, стр. 148.